# 야나세 나츠미
야나세 나츠미(やなせ なつみ, 1971년 5월 10일 ~ )는 일본 도쿄도 출신의 여성 성우이다.

## 출연작품
※ 굵은 글씨는 주역 또는 히로인

### TV 애니메이션
1993년
- GS미신 (여성)

1995년
- 로미오의 푸른 하늘 (마리오)

1996년
- 드래곤볼GT (파레스)

1998년
- 센티멘탈 져니 (사이카)
- DT에이트론 (디아나)
- 성 루미너스 여학원 (마사미)
- Only·You 비바! 카바레식 클럽 (치아키)

2005년
- 라무네 (이사와 타에)

2006년
- Soul Link (이나츠키 나나미)

2007년
- D.C.II ~다카포II~ (하나사키 아카네)
- ef - a tale of memories. (신도 치히로, 차회 나레이션(10화))

2008년
- D.C.II S.S. ~다카포II 세컨드 시즌~ (하나사키 아카네)
- 연희무쌍 (육손)
- ef - a tale of melodies. (신도 치히로)

### OVA
2006년
- _summer (하타노 코나미)

### 게임
1995년
- 동급생 PCE·SS판 (사쿠라기 쿄코)

1996년
- 멀티랜서 은하 소녀 경찰2086 (플라우벨)
- 투신전3 (나루)

1997년
- 공포신문 (코이즈미 카구야)

1998년
- 퍼스트Kiss☆이야기 (아리쿠라 카나)

1999년
- 발키리 프로파일 (나나미)

2001년
- 스카이 건너 (프레)
- 훌리건 PC판 (아모 유키) : 마키 이즈미 (まきいづみ) 명의

2002년
- 두근두근 아이돌 스타 시카 Remix (시무라 유이)
- TALK to TALK (시라쿠라 스나오) : 마키 이즈미 (まきいづみ) 명의
- 퍼스트Kiss☆이야기II ~당신이 있기 때문에~ (미키, 아리쿠라 카나)
- 훌리건 ~네 속의 용기~ PS2판 (아모 유키)
- BALDR FORCE PC판 (미즈사카 렌) : 마키 이즈미 (まきいづみ) 명의
- 사요라나 에트란쥬 (쿠스노세 쿄, 산쵸) : 마키 이즈미 (まきいづみ) 명의

2003년
- 손바닥을, 태양에 (나츠노모리 토레) : 마키 이즈미 (まきいづみ) 명의
- 그린 그린 ~종과 소리 로맨틱~ (야마자키 에리)
- 사립 아키하바라 학원 (칸나기 아야) : 마키 이즈미 (まきいづみ) 명의

2004년
- 갓뎀&쥬템 (타나카, 군인 소녀 외) : 마키 이즈미 (まきいづみ) 명의
- 마계천사 지브릴 (오토나시 메이미, 미스티 메이) : 마키 이즈미 (まきいづみ) 명의
- 사나라라 (야가미 유리코) : 마키 이즈미 (まきいづみ) 명의
- 이리스의 아틀리에 이터널 마나 (노른)
- Like Life PC판 (우스이 쇼코, 코우사카 키요이, 카가리) : 마키 이즈미 (まきいづみ) 명의
- 꼬리의 기분 (네네) : 마키 이즈미 (まきいづみ) 명의
- 봄의 발소리 PC판 (카에데 유즈키) : 마키 이즈미 (まきいづみ) 명의
- 라무네 PC판 (이사와 타에) : 마키 이즈미 (まきいづみ) 명의
- 소라우타 (유우나기 미오) : 마키 이즈미 (まきいづみ) 명의
- 사춘기 (카미키 미코토) : 마키 이즈미 (まきいづみ) 명의
- 두근두근 파쿳챠오! (오가와 카나메) : 마키 이즈미 (まきいづみ) 명의
- BALDR FORCE DC판 (미즈사카 렌) : 마키 이즈미 (まきいづみ) 명의
- 마마러브 (후지에다 료코) : 마키 이즈미 (まきいづみ) 명의
- 지붕을 타고 너에게 (하스미 이노리) : 마키 이즈미 (まきいづみ) 명의
- Riviera ~약속의 땅 리비에라~ GBA판 (피아)
- 바람의 계승자 (사키) : 마키 이즈미 (まきいづみ) 명의
- 마작 (파우, 이사와 타에, 야마다, 스칼렛) : 마키 이즈미 (まきいづみ) 명의
- 퀼트 (시아) : 마키 이즈미 (まきいづみ) 명의
- Soul Link PC판 (이나츠키 나나미) : 마키 이즈미 (まきいづみ) 명의
- Peace@Pieces (아키즈키 나기) : 마키 이즈미 (まきいづみ) 명의

2005년
- 데이지 체인 ~TERMINATOR GIRL~ (이브리스) : 마키 이즈미 (まきいづみ) 명의
- 마계천사 지브릴 -episode2- (오토나시 메이미, 미스티 메이) : 마키 이즈미 (まきいづみ) 명의
- Like Life an hour PS2판 (우스이 쇼코, 코우사카 키요이, 카가리)
- 이리스의 아틀리에 이터널 마나2 (피)
- 진해마경 (디디) : 마키 이즈미 (まきいづみ) 명의
- _summer PC판 (하타노 코나미) : 마키 이즈미 (まきいづみ) 명의
- 아타다키쟝가리안R (시라이 세라) : 마키 이즈미 (まきいづみ) 명의
- Twelve ~전국봉신전~ (유키)
- 라무네 ~유리병에 비치는 바다~ PS2판 (이사와 타에)
- 스쿨미즈2 ~헤엄칠 수 없어~ (히토미 요미) : 마키 이즈미 (まきいづみ) 명의
- 츠요키스 (오오에야마 이노리, 니시자키 노리코) : 마키 이즈미 (まきいづみ) 명의
- 분부대로★주인님! (사쿠라이 노노카) : 마키 이즈미 (まきいづみ) 명의
- 자즙 ~시라카와 3자매에게 맡겨~ (시라카와 안즈) : 마키 이즈미 (まきいづみ) 명의
- 히메쇼! (사키사 카사키, 사키사 카시키) : 마키 이즈미 (まきいづみ) 명의

2006년
- I/O (에어)
- 춘애*소녀~소녀의 정원에서 인사드립니다.~ 아키라 후유코)
- 만약 내일이 맑다면 (치하야) : 마키 이즈미 (まきいづみ) 명의
- 벚꽃이 필 무렵 (카에데 유즈키) : 마키 이즈미 (まきいづみ) 명의
- 봄의 발소리 -Step of Spring- PS2판 (카에데 유즈키)
- D.C.II ~다카포II~ (하나사키 아카네) : 마키 이즈미 (まきいづみ) 명의
- Scarlett PC판 (하야마 미츠키) : 마키 이즈미 (まきいづみ) 명의
- 히다마리 (다이소우지 사키) : 마키 이즈미 (まきいづみ) 명의
- 위원장은 승인한다! ~It Is a Next CHOice~ (미요리 에니시) : 마키 이즈미 (まきいづみ) 명의
- 공주님 리리사쿠! (샨레나) : 마키 이즈미 (まきいづみ) 명의
- Soul Link EXTENSION PS2판 (이나츠키 나나미)
- 이리스의 아틀리에 그란판타지즘 (넬 엘에스)
- 루나소라 (루나) : 마키 이즈미 (まきいづみ) 명의
- _summer## PS2판 (하타노 코나미)
- 메가츄! (쿠로사키 나츠키(클로드)) : 마키 이즈미 (まきいづみ) 명의
- Laughter Land (리샤, 리스) : 마키 이즈미 (まきいづみ) 명의
- 종말소녀환상 앨리스 매틱 (츄죠 시로에, 니오 이츠미) : 마키 이즈미 (まきいづみ) 명의
- Riviera ~약속의 땅 리비에라~ PSP판 (피아)
- 탱크 비트 (레마쥬 이어 티그리스)
- Ef - a fairy tale of the two. (신도 치히로) : 마키 이즈미 (まきいづみ) 명의
- 미라클 노통 (노노) : 마키 이즈미 (まきいづみ) 명의

2007년
- 연희무쌍 ~두근☆소녀들의 삼국지 연의~ (육손) : 마키 이즈미 (まきいづみ) 명의
- 카타하네 (마리온 큐리) : 마키 이즈미 (まきいづみ) 명의
- 너트메그 (코바야카와 마도카, 와타베 미사토) : 마키 이즈미 (まきいづみ) 명의
- 맛있는 마법을 거는 법 (미나 레몬글라스) : 마키 이즈미 (まきいづみ) 명의
- D.C.II Spring Celebration ~다카포II~ 스프링 셀레브레이션 (하나사키 아카네) : 마키 이즈미 (まきいづみ) 명의
- 아메사라사 ~비와, 신비한 너에게, 사랑을 느껴~ (엔마치 키리) : 마키 이즈미 (まきいづみ) 명의
- 퀼트 ~당신과 만드는 사랑과 꿈의 드레스~ PS2판 (시아)
- 레콘키스터 (하토리 마하코) : 마키 이즈미 (まきいづみ) 명의
- HoneyComing (라이도 이치고, 타가야 마모루) : 마키 이즈미 (まきいづみ) 명의
- Aster (유즈키 사야) : 마키 이즈미 (まきいずみ) 명의
- FairChild -페어 차일드- (하즈미 미코토) : 마키 이즈미 (まきいずみ) 명의
- 리틀 버스터즈! (카미키타 코마리)

2008년
- 마계천사 지브릴 -episode3- (마계소녀 미스티메이/오토나시 메이미) : 마키 이즈미 (まきいづみ) 명의
- Garden (카스가 사쿠라코, 카스가 나데시코) : 마키 이즈미 (まきいづみ) 명의
- D.C.II P.S. ~다카포II~ 플러스 시츄에이션 (하나사키 아카네)
- 소녀마법학 리틀 위치 로마네스크 editio perfecta (엘모아) : 마키 이즈미 (まきいづみ) 명의
- 프리마☆스텔라 (타카스 미야비) : 마키 이즈미 (まきいづみ) 명의
- 리틀 버스터즈! 엑스터시 (카미키타 코마리) : 마키 이즈미 (まきいづみ) 명의
- 이터널 킹덤 멸망의 마녀와 전설의 검 (유밀) : 마키 이즈미 (まきいづみ) 명의
- Scarlett ~일상의 경계선~ (하야마 미츠키)
- 진 연희무쌍 (육손): 마키 이즈미 (まきいづみ) 명의

2009년
- 꽃과 아가씨에게 축복을 (주인공 츠키오카 아키라) : 마키 이즈미 (まきいづみ) 명의
- 마지스키 ~Marginal Skip~ (사쿄우 미야코) : 마키 이즈미 (まきいづみ) 명의
- 사쿠라사쿠라 (사쿠라 나나코) : 마키 이즈미 (まきいづみ) 명의
- 진지하게 날 사랑해! (이타가키 타츠코) : 마키 이즈미 (まきいづみ) 명의

2010년
- 여름에 울려퍼지는 우리들의 노래 (히메미야 호노카) : 마키 이즈미 (まきいづみ) 명의
- 마계천사 지브릴 4 (메이메이) : 마키 이즈미 (まきいづみ) 명의